# Maniho centralis
Maniho centralis là một loài nhện trong họ Amphinectidae. Loài này phân bố ở New Zealand.